# Agrias sardanapalus
Agrias sardanapalus är en fjärilsart som beskrevs av Bates 1860. Agrias sardanapalus ingår i släktet Agrias och familjen praktfjärilar. Inga underarter finns listade i Catalogue of Life.